# Ракуси
Ракуси (словац. Rakúsy) — село в Словаччині, Кежмарському окрузі Пряшівського краю. Розташоване на півночі східної Словаччини в північно—західній частині Попрадської угловини в підніжжі Високих та Белянських Татр.
В селі є протестантський костел з 1797 року та римо-католицький костел з другої половини 19 століття.

## Історія
Вперше село згадується у 1288 році.

## Населення
| Рік:            | 1994. | 2004.    | 2014.    | 2024.    |
| --------------- | ----- | -------- | -------- | -------- |
| Кількість осіб: | 1477  | 2151     | 3038     | 3512     |
| Різниця:        |       | +45,63 % | +41,23 % | +15,60 % |

| Рік:            | 2023. | 2024.   |
| --------------- | ----- | ------- |
| Кількість осіб: | 3415  | 3512    |
| Різниця:        |       | +2,84 % |

В селі проживає 2535 осіб.
Національний склад населення (за даними останнього перепису населення — 2001 року):
- словаки — 71,49 %
- цигани — 27,58 %
- чехи — 0,21 %

Склад населення за приналежністю до релігії станом на 2001 рік:
- римо-католики — 97,67 %,
- протестанти — 0,31 %,
- греко-католики — 0,26 %,
- не вважають себе віруючими або не належать до жодної вищезгаданої церкви — 1,40 %